# Doncaster & District Senior League
Doncaster and District Senior Football League (hiện tại có tên là Doncaster Rovers Senior League bởi lý do tài trợ) là một giải bóng đá dành cho các câu lạc bộ ở vùng Doncaster, Anh.
Giải chỉ có một hạng đấu, nằm ở Cấp độ 12 trong Hệ thống các giải bóng đá ở Anh.

## Lịch sử
Giải đấu được thành lập ở mùa giải 1925-26.

## Thể thức
Giải đấu trước đây vận hành đến tận 4 hạng đấu, tuy nhiên đến mùa giải 2015-16 chỉ còn một hạng đấu 16 đội thi đấu với nhau và sau đó chia thành 2 hạng đấu 8 đội (Premier Division & Division 1) sau kỳ nghỉ Giáng sinh với cách chia nửa trên và nửa dưới thi đấu ở 2 thời điểm khác nhau để xác định đội vô địch. Giải có 2 giải cup – một dành cho các đội ở Premier Division và một dành cho các đội ở Division One.

## Các câu lạc bộ mùa giải 2015-16
| - Armthorpe Markham Main - Askern Dự bị - Balby Recreational - Bridon - Brodsworth Welfare Dự bị - Denaby United Academy - Doncaster Deaf Trust - Doncaster Town | - Dunscroft United - FC Graceholme - Hemsworth Elite - Kinsley Boys - Rossington Main Dự bị - South Elmsall United Services - Sutton Rovers - Yorkshire Main |

## Đội vô địch
| Mùa giải |                       |
| -------- | --------------------- |
| 1925–26  | Armthorpe             |
| 1926–27  | Thorne Colliery       |
| 1927–28  | South Kirkby Colliery |
| 1928–29  | Pilkington Recreation |
| 1929–30  | Pilkington Recreation |
| 1930–31  | South Kirkby Colliery |
| 1931–32  | Pilkington Recreation |
| 1932–33  | Hatfield Main         |
| 1933–34  | No competition        |
| 1934–35  | No competition        |
| 1935–36  | No competition        |
| 1936–37  | No competition        |
| 1937–38  | No competition        |
| 1938–39  | Harworth Colliery     |
| 1939–40  | Harworth Colliery     |
| 1940–41  | Harworth Colliery     |
| 1941–42  |                       |
| 1942–43  |                       |
| 1943–44  |                       |
| 1944–45  |                       |
| 1945–46  |                       |
| 1946–47  | Edlington Rangers     |
| 1947–48  | Rossington Colliery   |

| Mùa giải | Division One           | Division Two                |
| -------- | ---------------------- | --------------------------- |
| 1948–49  | Highfields             | Dinnington                  |
| 1949–50  | Highfields             | Harworth Colliery Institute |
| 1950–51  | Dunscroft Welfare      |                             |
| 1951–52  | Briggs Social          |                             |
| 1952–53  |                        |                             |
| 1953–54  | Bentley Colliery Dự bị | Armthorpe Welfare           |
| 1954–55  | Armthorpe Welfare      |                             |
| 1955–56  | Askern Welfare         |                             |
| 1956–57  | Armthorpe Welfare      | Frickley Welfare            |
| 1957–58  | Armthorpe Welfare      |                             |

| Mùa giải | Division One      | Division Two        | Division Three      |
| -------- | ----------------- | ------------------- | ------------------- |
| 1958–59  | Adwick WMC        | Tom Hill OB         | Houghton Main       |
| 1959–60  | Adwick WMC        | Houghton Main       | Cortonwood MW       |
| 1960–61  | Armthorpe Welfare | Cortonwood MW       | Mitchell & Darfield |
| 1961–62  | Armthorpe Welfare |                     | Clay Lane Social    |
| 1962–63  | Adwick WMC        |                     |                     |
| 1963–64  | Maltby Main       | Dinnington Athletic | High Terrace        |
| 1964–65  | Armthorpe Welfare | Langold United      | Wheatley H OB       |
| 1965–66  | Langold United    | Goldthorpe Colliery | Bentley Victoria    |
| 1966–67  | Askern Welfare    | Bentley Victoria    | Unbrako Steel       |

| Mùa giải | Premier Division           | Division One               | Division Two                | Division Three        |
| -------- | -------------------------- | -------------------------- | --------------------------- | --------------------- |
| 1967–68  | Houghton Main              | Mexborough Main Street     | Unbrako Steel               | Northcliffe WMC       |
| 1968–69  | South Kirkby Colliery      | Bentley Victoria           |                             |                       |
| 1969–70  | British Ropes              | Northcliffe                |                             |                       |
| 1970–71  | Redfearn National Glass    | Upton                      |                             |                       |
| 1971–72  | Redfearn National Glass    | Edlington WMC              |                             |                       |
| 1972–73  | Houghton Main              | Northcliffe                |                             |                       |
| 1973–74  | Houghton Main              | Moorends Athletic          |                             |                       |
| 1974–75  | Houghton Main              | Scawthorpe Social          |                             |                       |
| 1975–76  | Houghton Main              | Carcroft WMC               |                             |                       |
| 1976–77  | Edlington WMC              | Grimethorpe Miners Welfare |                             |                       |
| 1977–78  | Grimethorpe Miners Welfare | Denaby St Albans           | Hickleton Miners Welfare    | Armthorpe Welfare     |
| 1978–79  | Grimethorpe Miners Welfare | Hickleton Main             | Brodsworth Miners Welfare   | Whisper               |
| 1979–80  | Edlington WMC              | Northgate WMC              | Whisper                     | Bridon                |
| 1980–81  | Mexborough Main Street     | Brookside                  | Plant Works                 | Yorkshire Main        |
| 1981–82  | Houghton Main              | Armthorpe Welfare          | Armthorpe Welfare Dự bị     | Hemsworth St Patricks |
| 1982–83  | Armthorpe Welfare          | Pretoria WMC               | Hemsworth St Patricks       | Groves Social         |
| 1983–84  | Houghton Main              | Brodsworth Welfare         | Hemsworth Town              | Upton Brookside       |
| 1984–85  | Brodsworth Miners Welfare  | Northgate WMC              | Toll Bar Central            | Hemsworth Blue Bell   |
| 1985–86  | Bridon                     | Kinsley Boys               | Clay Lane Social            | Kilnhurst Colliery    |
| 1986–87  | Northgate WMC              | Hemsworth Town             | Langold Old Boys            | Bentley Colliery      |
| 1987–88  | Kinsley Boys               | Toll Bar Central           | Bentley Colliery            | Scawthorpe Social     |
| 1988–89  | Thorne Colliery            | Skellow Grange             | South Kirkby Colliery Dự bị | Hyde Park WMC         |

| Mùa giải | Premier Division      | Division One          | Division Two                |
| -------- | --------------------- | --------------------- | --------------------------- |
| 1989–90  | Thorne Colliery       | South Kirkby Colliery | Cantley Hawthorn            |
| 1990–91  | Thorne Colliery       | Hyde Park WMC         | Bentley WMC                 |
| 1991–92  | Thorne Colliery       | Bingham Sports        | Sutton Rovers               |
| 1992–93  | Thorne Colliery       | Peglers               | Hatfield Main Dự bị         |
| 1993–94  | Kinsley Boys          | Brookside WMC         | Upton & Harewood Social     |
| 1994–95  | Kinsley Boys          | Sutton Rovers         | Yorkshire Main Dự bị        |
| 1995–96  | South Kirkby Colliery | Ackworth United       | Edlington British Legion    |
| 1996–97  | South Kirkby Colliery | Highfields MW         | South Kirkby Colliery Dự bị |

| Mùa giải | Premier Division        | Division One               |
| -------- | ----------------------- | -------------------------- |
| 1997–98  | South Kirkby Colliery   | Stainforth Central         |
| 1998–99  | Sutton Rovers           | Hemsworth St Patrick Dự bị |
| 1999–00  | Sutton Rovers           | Rossington Main Dự bị      |
| 2000–01  | Bentley Colliery        | Moorland                   |
| 2001–02  | Edlington WMC           | Hatfield Bluebell          |
| 2002–03  | Hemsworth St Patrick    | Moorland                   |
| 2003–04  | Armthorpe               | Thorne Red Bear            |
| 2004–05  | Hatfield Main           | Swinton Station            |
| 2005–06  | Hemsworth St Patrick    | Tickhill Athletic          |
| 2006–07  | Kinsley Boys            | Maltby Sheppey             |
| 2007–08  | Hemsworth Alpha         | Swinton Station            |
| 2008–09  | Upton & Harewood Social | Moorland                   |
| 2009–10  | Edlington Town          | Maltby MW JFC              |
| 2010–11  | AFC Sportsman Rovers    | Carcroft Village           |
| 2011–12  | Sutton Rovers           | Denaby United              |
| 2012–13  | Denaby United           | Denaby Main                |
| 2013–14  | Denaby United           | Swinton Athletic Dự bị     |
| 2014–15  | Sutton Rovers           | Dunscroft United           |